# Hyperbol Jerabek

Jerabek hyperbola

Đường hyperbol Jerabek (tiếng Anh: Jerabek Hyperbola) là một đường hyperbol chữ nhật đặc biệt trong tam giác. Đường hyperbol Jerabek đi qua các điểm được đánh tên sau trong bách khoa toàn thư về các tâm của tam giác: i=3 (tâm đường tròn ngoại tiếp), 4 (trực tâm), i=6 (điểm symmedian),54 (điểm Kosnita), 64 (liên hợp đẳng giác của điểm de Longchamps), 65 (trực tâm của tam giác tiếp xúc trong), 66 (liên hợp đẳng giác của điểm Exeter), 67 (liên hợp đẳng giác của điểm far-out), 68 (điểm Prasolov), và các điểm sau 69, 70, 71, 72, 73, 74, 248, 265, 290, 695, 879, 895, 1173, 1175, 1176, 1177, 1242, 1243, 1244, 1245, 1246, 1439, 1798, 1903, 1942, 1987, 2213, 2435, 2574, 2575, 2992, và điểm 2993.
- Đường Feuerbach hyperbola là liên hợp đẳng giác của đường thẳng Euler
- Tâm đường hyperbol Jerabek là điểm X(125) trong bách khoa toàn thư về các tâm của tam giác.[1]